# Hasta la victoria siempre

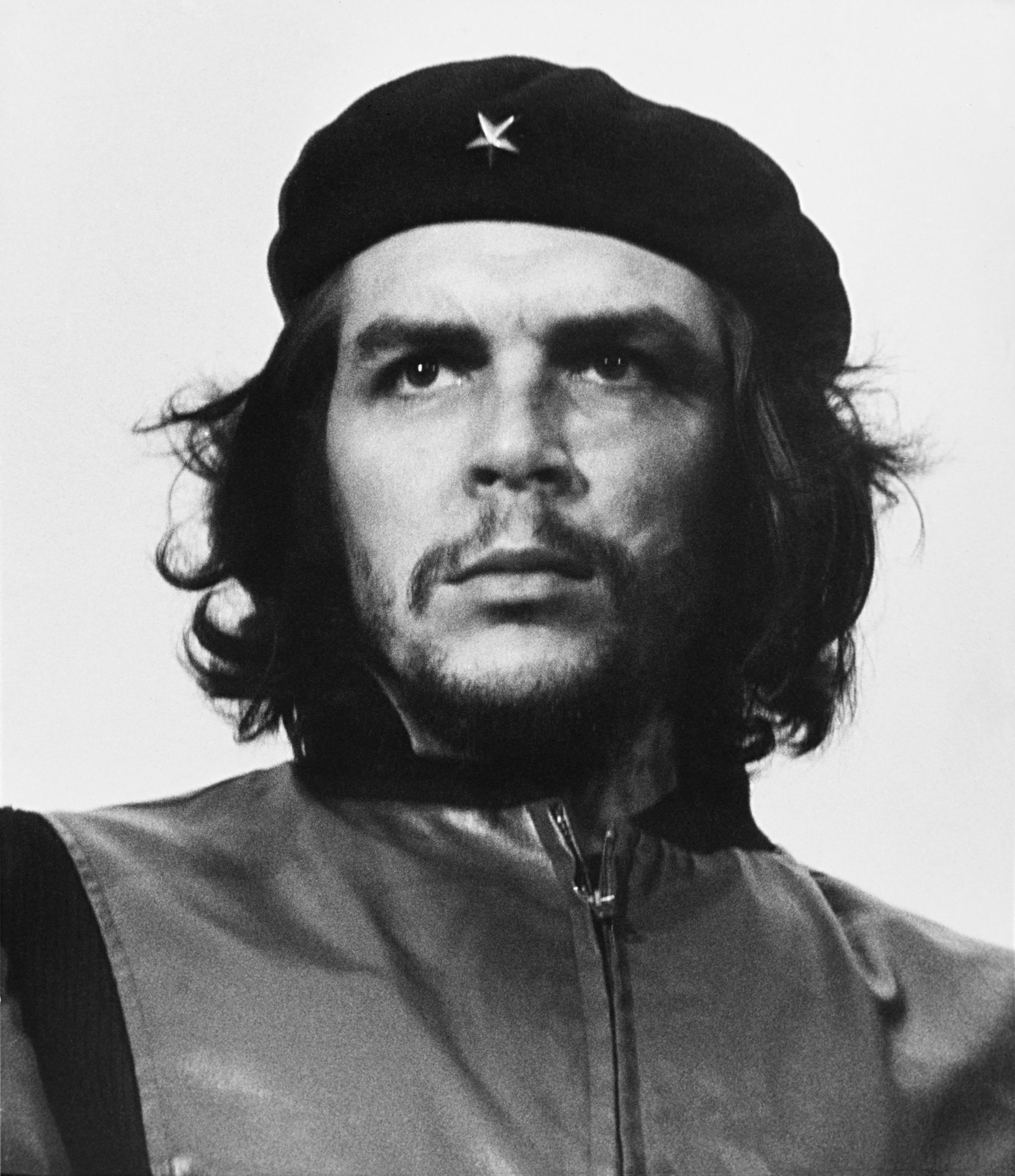
Che Guevara, ritratto da Alberto Korda nella celebre foto Guerrillero Heroico

Hasta la victoria siempre (tradotta in italiano come "Sempre fino alla vittoria"), in formulazione completa Hasta la victoria siempre. Patria o muerte ("Sempre fino alla vittoria. Patria o morte") è una celebre frase in lingua spagnola, poi divenuta uno slogan politico della sinistra rivoluzionaria e una frase-simbolo, attribuita al rivoluzionario Ernesto Che Guevara che effettivamente la pronunciò e la usò in alcune occasioni, la prima volta, forse, durante la rivoluzione cubana del 1959. Talvolta è abbreviata anche in Hasta siempre, titolo di una celebre canzone dedicata al Che.
La frase fu anche pronunciata nella forma completa da Fidel Castro, durante il discorso commemorativo per i morti nell'esplosione della nave La Coubre, la stessa cerimonia nella quale fu scattata la celebre foto Guerrillero Heroico.